# Guy Sorman
Pour les articles homonymes, voir Sorman (homonymie).
Guy Sorman, né le 10 mars 1944 à Nérac (Lot-et-Garonne), est un éditeur et essayiste franco-américain. Il s'inscrit dans la filiation intellectuelle du libéralisme. Souvent considéré comme le fondateur du néolibéralisme en France, il récuse ce terme au profit de libéralisme classique.

## Biographie

### Jeunesse
Berl Zormann (il sera plus tard renommé Guy Sorman) naît en mars 1944 à Nérac, en Lot-et-Garonne de parents juifs apatrides originaires de Pologne. Son père, Nathan, avait dû fuir Kassel en Allemagne à la suite de la destruction de sa boutique de vêtements par des SA et avait trouvé refuge à Paris. Il fuit de nouveau en Lot-et-Garonne à l'été 1940 et s'installe à Nérac en 1942. Il est de nouveau obligé de fuir et se réfugie en Ariège où il s'engage dans les FFI avec des républicains espagnols, rescapés de la guerre civile. En 1945, lui et sa famille s'installent au Pecq, en banlieue parisienne et obtiennent la nationalité française en 1947. Dans son ouvrage J’aurais voulu être français (2016), Guy Sorman raconte qu'il fut sauvé, alors qu'il n'était âgé que de 6 mois, par un jeune paysan à qui sa mère l'avait confié pour échapper à une rafle à l'été 1944. Il le cacha dans un sac à jambon qu'il porta sur son épaule pour franchir un barrage, alors que le village était cerné par des SS et des gendarmes français.

### Études
Guy Sorman est élève à l'école communale de Sartrouville, puis au lycée Marcel-Roby à Saint-Germain-en-Laye. De 1961 à 1964, il étudie le japonais à l'Inalco. En 1961, il entre à l'Institut d'études politiques de Paris et en sort diplômé en 1964. En 1967, il intègre l'ENA dont il sort en 1969 (promotion Jaurès).

### Parcours professionnel

#### Chroniqueur et journaliste
Il est collaborateur de Marcel Bleustein-Blanchet à Publicis en 1969-1970, puis de Jean-Jacques Servan-Schreiber et de Michel Albert à L'Express en 1970-1971. De 1983 à 1993, Guy Sorman sera auprès de Louis Pauwels, l'un des principaux rédacteurs du Figaro Magazine auquel il donne une orientation libérale. Il y publie la célèbre série intitulée Les vrais penseurs de notre temps (Claude Levi-Strauss, René Girard, Karl Popper, Noam Chomsky…) dont il tirera un livre, best-seller mondial.
Il publie des chroniques dans de nombreux journaux : Le Matin de Paris, Les Nouvelles littéraires, L'Événement du Jeudi, Le Quotidien de Paris, J'informe, Le Figaro, Le Monde, The Wall Street Journal, L'Hebdo (Lausanne), La Presse (Montréal), Jornal do Commercio  et Jornal da Tarde (Sao Paulo) La Nación (Buenos Aires), Joong-Ang Ilbo et Dong A (Séoul), Fakt (Varsovie), Asahi Shinbun et Chuo Kuron (Tokyo), Il Mercurio (Chili), The Indian Express (New Delhi). Guy Sorman est éditorialiste pour le City Journal à New York, ABC à Madrid et Le Point à Paris.
Parmi les chroniques de Guy Sorman qui ont suscité des polémiques, on peut citer un article de 2014 sur le constat historique du recul de l'antisémitisme en France, et une tribune publiée dans LeMonde en 2015 invitant à l'accueil des réfugiés syriens en France.
Depuis 2016, Guy Sorman milite contre ce qu'il nomme la « réaction identitaire », qui se serait emparée de l'Europe et des États-Unis avec Donald Trump, et estime la réponse politique et intellectuelle bien mièvre. Au soir de l'élection de Trump, il dénonce dans les médias américains et français « la revanche du mâle blanc ».

#### Éditeur
Il est fondateur et Président des Éditions Sorman qui publient, depuis 1975, quinze magazines et lettres d'information professionnelles pour les élus locaux (La Lettre du Maire), les médecins, les urbanistes et les chefs d'entreprise, ainsi que les revues Vie Publique (1972-1997) et L'Esprit libre (1994-1996).
Il est President ( en 2007 ) puis Editor at large du magazine France-Amérique, la seule publication destinée aux francophones établis aux États-Unis et aux Américains francophiles, fondée en 1943 par des Français libres à la demande du Général de Gaulle.

#### Enseignant
Il enseigne l'économie et la philosophie politique dans de nombreux établissements parmi lesquels l'Institut d'études politiques de Paris, de 1970 à 2000. Il a été professeur invité à l'université de Pékin, à l'université pontificale catholique du Chili et chercheur invité à la Hoover Institution de l'université Stanford.
Il est Chairman of the Board de la Maison française de New York University.

#### Humanitaire et droits de l'homme
Avec Françoise Giroud, Alfred Kastler, Marek Halter, Bernard-Henri Lévy et Maria Antonietta Macciocchi, il co-fonde en 1979 l'ONG Action internationale contre la faim qui deviendra Action contre la faim. En 1981, il succède à Françoise Giroud en tant que président de l’organisation et en devient président d'honneur en 1990. En 2011, il devient administrateur d’Action contre la faim USA.
Membre de la Commission nationale consultative des droits de l'homme de 2002 à 2007.
À partir de  2011, il organise à Boulogne-Billancourt, puis à New-York, Madrid, Taipei, Los Angeles, Varsovie, Prague, Bratislava, Barcelone, Berlin et Hong-Kong la première exposition mondiale de l'œuvre photographique de la dissidente chinoise Liu Xia, épouse du prix Nobel Liu Xiaobo. Commissaire de ces expositions, Guy Sorman représente les droits artistiques de Liu Xia hors de Chine.
Il est membre du conseil d'administration de Reporters sans frontières USA.

#### Vie publique
De 1975 à 1978, Guy Sorman a été l'assistant parlementaire de Robert Bisson, député-maire UDR de Lisieux. En 1988, il fait partie de l'équipe de campagne présidentielle de Raymond Barre, puis de celle de Jacques Chirac en 1995. De 1995 à 1997, Guy Sorman a été le président de la mission de prospective auprès du Premier ministre, Alain Juppé. À la suite de la publication de son livre Le Génie de l'Inde, en 2001, il est nommé membre du Forum d'initiative franco-indien, par Hubert Védrine, alors ministre des Affaires étrangères.
De 2008 à 2014, il est global adviser (« conseiller international ») du président de la Corée du Sud, Lee Myung-bak.
Il est maire de Piencourt (Eure) de 1981 à 1984. En 1995, il est élu adjoint à la culture de Boulogne-Billancourt auprès du maire Jean-Pierre Fourcade. En 2009, le maire Pierre-Christophe Baguet le nomme président délégué du Conseil économique, social et environnemental local (CESEL),.
D'après ses propres Mémoires, Guy Sorman aurait été initié à la franc-maçonnerie.

### Vie privée
Guy Sorman est marié à Marie-Dominique Deniau depuis 1972, ils ont 4 filles : Joy Sorman, qui est écrivaine, Lorraine, Victoire et Marie-Liesse.

## Accusation contre Michel Foucault
En 2020, il affirme dans France-Amérique que le philosophe Michel Foucault aurait eu des relations sexuelles avec des enfants en Tunisie contre de l'argent et décrit l'œuvre et l'engagement politique de Foucault comme « l'alibi de ses turpitudes ». Un an plus tard, il réaffirme cela dans Mon dictionnaire du bullshit, sur le plateau de C ce soir et dans le journal conservateur The Sunday Times, tout en ajoutant que Foucault aurait eu ces relations avec des enfants de huit à dix ans sur des pierres tombales dans un village proche de Tunis aux vacances de Pâques 1969. Ces assertions, massivement relayées par des médias du monde entier  (Angleterre, Allemagne, Argentine, etc.) ne sont cependant pas étayées par d'autres sources et vont à l'encontre de plusieurs éléments de la vie de Foucault en Tunisie (les menaces dont il faisait l'objet en Tunisie, et le fait qu'il n'enseignait plus à l'université de Tunis mais à celle de Vincennes, qui rendent peu probable un retour en 1969). Dans une enquête de Jeune Afrique, des habitants de Sidi Bou Saïd (village où Michel Foucault résidait) contestent alors les propos de Guy Sorman, et l'une des personnes interviewées, affirme que les partenaires de Foucault étaient « des gars de 17 ou 18 ans qu’il retrouvait brièvement dans les bosquets sous le phare voisin du cimetière. » Dans un entretien au journal Die Zeit publié le 7 avril, Guy Sorman admet n'avoir pas vu Michel Foucault dans ce cimetière et dit s'être basé sur une rumeur entendue dans l'entourage de Jean Daniel. Deux jours plus tard, Philippe Chevallier souligne dans L'Express le peu de consistance de ces accusations et fait remarquer que Guy Sorman a tenu des propos variables. Interrogé, Sorman affirme dorénavant que Michel Foucault ne l'intéresse pas particulièrement, admet n'avoir aucune preuve de ce qu'il affirme, et, après avoir accusé Foucault d'avoir violé des enfants de huit ans, mentionne finalement d'éventuelles relations de Foucault avec des jeunes âgés de dix-huit ou de quatorze ans.